# Palaeocastor

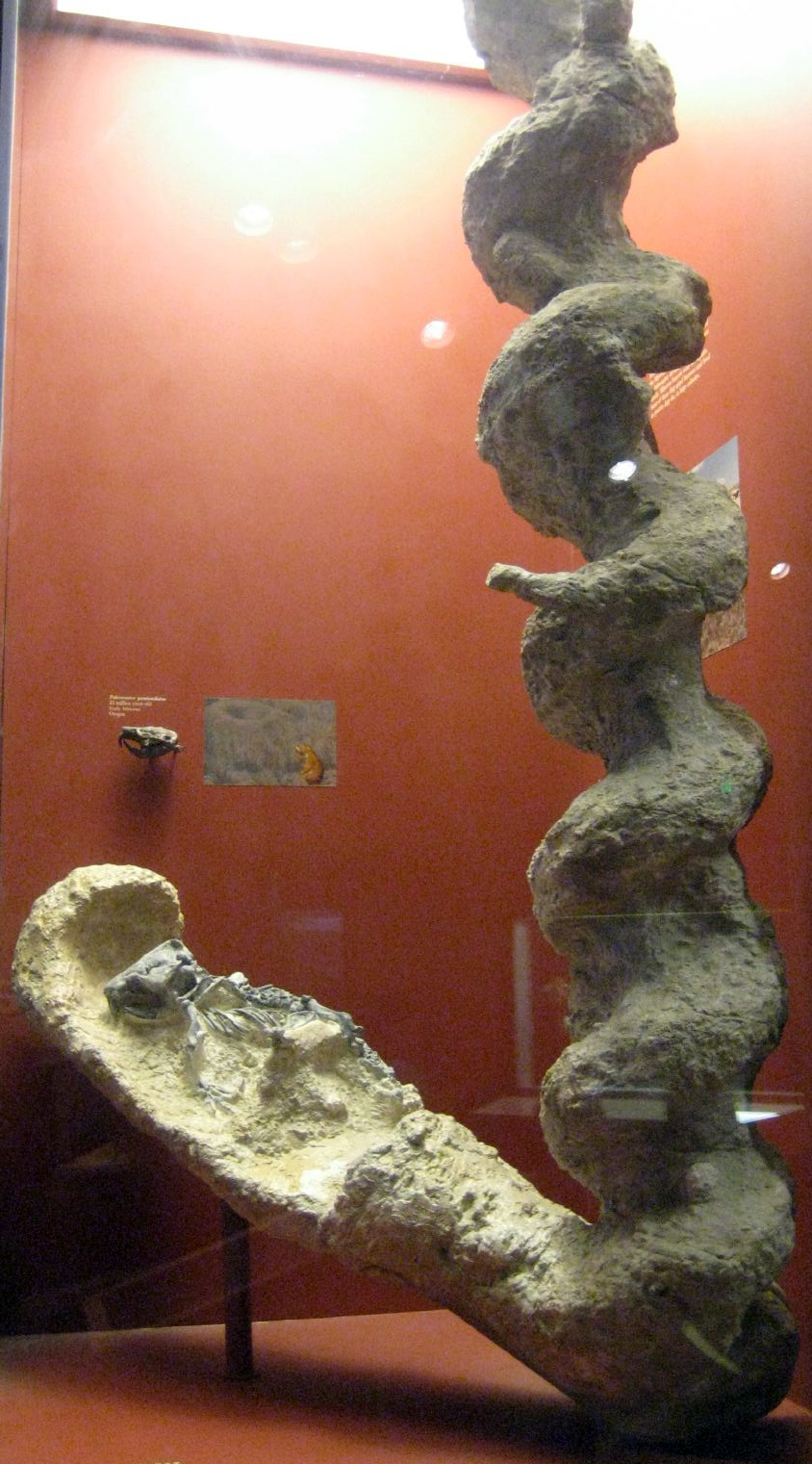
Tana fossilizzata di Paleocastor con scheletro dell'animale conservato nella camera d'abitazione

Il Palaeocastor ("antico castoro") era un castoro primitivo, lungo circa 25 cm, con insolite abitudini fossorie che ne facevano un abile scavatore di tane con un andamento inusuale.  Quest'animale visse 30 milioni di anni fa, nell'Oligocene e nel Miocene, nel Nebraska, Stati Uniti.

## Daemonhelix
Per molti anni i geologi rimasero perplessi di fronte a strane strutture spiraliformi, profonde fino a 2,5 metri dalla superficie del terreno, ritrovate scavando nei paleosuoli del Nebraska, Stati Uniti e che venivano popolarmente chiamate devil's cork-screw ("cavaturaccioli del diavolo"), da cui il nome scientifico di "Daemonhelix" (spirale del diavolo). Si trattava di una sorta di tubi regolarmente avvolti a spirale, riempiti di sabbia cementata, le cui pareti erano originariamente foderate con una sorta di materiale fibroso intrecciato.
Una loro prima interpretazione venne proposta nel 1892 dal geologo e paleontologo Erwin Hinckley Barbour, che, ritenendo erroneamente che i sedimenti entro cui si rinvenivano fossero depositi argillosi lacustri, propose una spiegazione fantasiosa, interpretandoli come resti fossilizzati di spugne d'acqua dolce.
Il mistero venne risolto dopo anni, quando i paleontologi scoprirono che queste spirali erano tunnel conservatisi nel tempo, scavati da una specie di castoro da tempo estinta e quindi sconosciuta, il Palaeocastor, che se ne serviva per raggiungere la sua camera d'abitazione sotterranea alla fine di queste. La soluzione arrivò col ritrovamento di scheletri integri di paleocastor al fondo di questi tunnel.
Poiché al di sopra del paleosuolo entro cui sono costruite queste tane, si trova sedimentato un livello di ceneri vulcaniche, denominato Agate Ash per le pregiate agate colorate che si rinvengono entro questo livello, quindi più recente delle tane, e la cui datazione assoluta ha fornito un'età di 21,3–22,9 milioni di anni, la creazione di questi Daemonhelix è considerata databile al 22-23 milioni di anni.

## Impronte e denti
Collegando le impronte ritrovate sulle pareti dei tunnel alla forma dei denti, i paleontologi capirono che il Palaeocastor aveva scavato tane nel terreno servendosi dei lunghi denti anteriori, come se fossero zappe. Questo piccolo, straordinario mammifero scavava tane anche dieci volte più lunghe di lui, riuscendo a costruirsi un rifugio sotterraneo accogliente.

## Comportamento
Il Palaeocastor, che era grande quanto un piccolo coniglio, verosimilmente era ricoperto di pelo e anatomicamente aveva "mani" e "piedi", con i quali spingeva la terra dietro di sé mentre scavava. I carnivori rappresentavano un pericolo per il Palaeocastor, ma la sua abilità nello scavare queste tane lo aiutava a sopravvivere, in fondo ad esse era al caldo e al sicuro, lontano dai grossi predatori che non riuscivano a scendere nella tana per predarlo. Tuttavia la dinamica evolutiva preda cacciatore ha fatto sì che Zodiolestes, un genere di mustelide si specializzasse nel predare questi castori, e lo scheletro di un esemplare di questo carnivoro è stato rinvenuto fossilizzato, intrappolato entro le spire di un Daemonelix in cui era disceso.

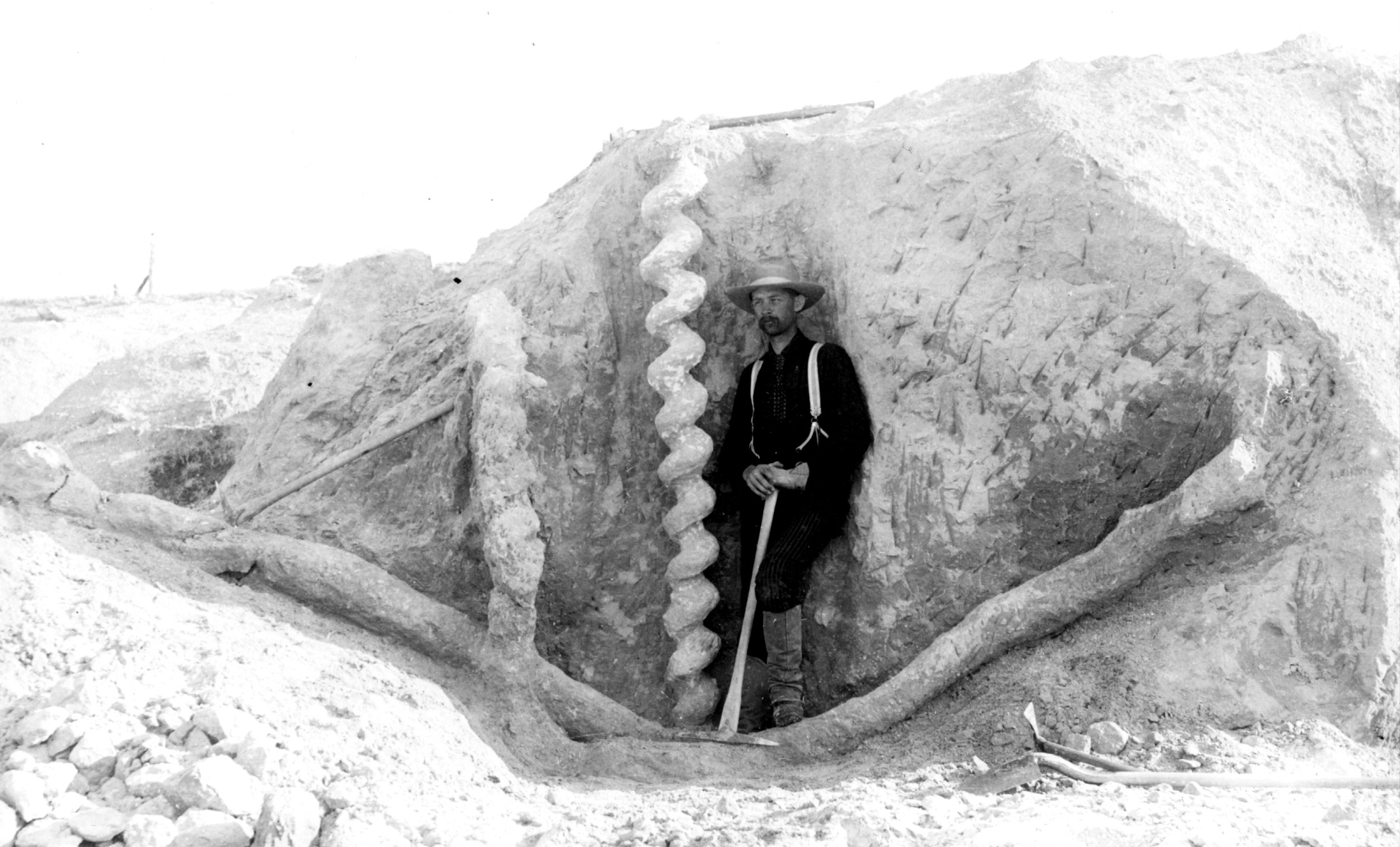
Daemonelix scoperto a fine ottocento nel Agate Fossil Beds National Monument (Nebraska). In piedi è ritratto il neuroanatomista Frederick C. Kenyon

## Daemonelix Trail
Nell'area protetta nazionale "Agate Fossil Beds National Monument" entro la Contea di Sioux nel Nebraska è stato attrezzato il percorso Daemonelix Trail lungo 1,6 km lungo il quale è possibile osservare esemplari di demonhelix in situ, entro paleosuoli, parzialmente disseppelliti e protetti da teche di vetro,  e dune fossili.